# Hrabstwo Fulton (Kentucky)

Piramida wieku hrabstwa

Hrabstwo Fulton – hrabstwo w USA, w stanie Kentucky. Według danych z 2000 roku, hrabstwo zamieszkiwało 7752 osób. Siedzibą hrabstwa jest Hickman.

## Miasta
- Cayce (CDP)
- Hickman
- Fulton